# منمنمة فارسية
المنمنمة الفارسية هي لوحة فارسية على الورق سواء كانت كتابًا توضيحيًا أو عملًا فنيًا يُعتزم الاحتفاظ به في ألبوم من الأعمال التي تُعرف باسم مورّقة. تكون التقنيات قابلة للمقارنة بشكل عام مع التقاليد الغربية للمنمنمات في المخطوطات المذهبة. يُعتبر معدل النجاة وحالة الحفاظ على المنمنمات أعلى من معدلها في اللوحات الجدارية، على الرغم من وجود تقليد فارسي راسخ بشكل كبير فيما يتعلق باللوحات الجدارية. تُعتبر المنمنمات الشكل الأكثر شهرة للرسم الفارسي في الغرب ويوجد العديد من أهم الأمثلة في المتاحف الغربية أو التركية. أصبحت اللوحة المنمنمة نوعًا فنيًا مهمًا من الفن الفارسي في القرن الثالث عشر، إذ تلقت التأثير الصيني بعد الفتوحات المغولية، وجرى الوصول إلى ذروة التقليد في القرنين الخامس عشر والسادس عشر. استمر هذا التقليد، تحت بعض التأثير الغربي، وامتلك العديد من الدعاة المعاصرين. كانت المنمنمات الفارسية هي التأثير المهيمن على تقاليد المنمنمات الإسلامية الأخرى، وبشكل رئيسي المنمنمات العثمانية في تركيا والمنمنمات المغولية في شبه القارة الهندية.
لم يحظر الفن الفارسي تحت راية الإسلام تصوير الشكل البشري بشكل تام، وفي تقليد المنمنمة، يُعتبر تصوير الشخصيات أمرًا مركزيًا وغالبًا ما يكون بأعداد كبيرة. يعود ذلك بشكل جزئي إلى أن المنمنمة هي نموذج خاص يجري الاحتفاظ به في كتاب أو ألبوم وتُعرض فقط لأولئك الذين يختارهم الملك، لذلك كان لا بد لها من أن تتمتع بحرية أكبر من اللوحات الجدارية أو الأعمال الأخرى التي كان يراها جمهور أوسع. لا يُعرف القرآن والأعمال الدينية البحتة الأخرى بهذه الطريقة، على الرغم من أن التاريخ والأعمال الأدبية الأخرى قد تتضمن مشاهد ذات صلة دينية، بما فيها تلك التي تصور النبي محمد بعد 1500 عادة دون إظهار وجهه.
إضافة إلى المشاهد التصويرية التي يمكن رؤيتها في المنمنمات والتي تركز عليها هذه المقالة، ظهر هناك نمط مواز من زخارف الزينة غير التصويرية التي عُثر عليها في حواف وألواح صفحات المنمنمة والمسافات في بداية أو نهاية العمل أو القسم وغالبًا في صفحات كاملة تعمل كواجهة. يُشار إلى هذا في الفن الإسلامي باسم «الإضاءة» وغالبًا ما تضمنت مخطوطات القرآن والكتب الدينية الأخرى عددًا كبيرًا من الصفحات المذهبة. عكست التصاميم العمل المعاصر في الوسائط الأخرى، وكانت قريبة في فترات لاحقة بشكل خاص من أغلفة الكتب والسجاد الفارسي ويُعتقد أن العديد من تصاميم السجاد أنشأها فنانو البلاط وأرسلوها إلى ورش العمل في المقاطعات.
أُنشئت المنمنمات بشكل متزايد في فترات لاحقة كعمل فردي ليجري تضمينه في ألبومات تسمى المورّقة بدلًا من الكتب المصورة. سمح هذا لهواة الجمع غير الملكيين بتقديم عينة تمثيلية من الأعمال التي تنتمي لأساليب وفترات مختلفة.

## الأسلوب
يُعد التلوين المشرق والنقي للمنمنمات الفارسية من أكثر ميزاتها الملفتة للنظر. عادة ما تكون جميع الأصباغ المستخدمة عبارة عن أصباغ معدنية تحافظ على ألوان المنمنمة الزاهية بشكل إذا جرى الاحتفاظ بها في ظروف مناسبة، وتُعتبر الفضة الاستثناء الرئيسي فهي تُستخدم في الغالب لتصوير المياه، إذ أنها تتأكسد إلى لون أسود ذو حواف خشنة بمرور الوقت. تغيرت تقاليد المنمنمات الفارسية ببطء، فعادة ما تكون الوجوه شابة ويمكن رؤيتها في ثلاثة أرباع المشهد، مع وجه سفلي مستدير ممتلئ يناسب بشكل أفضل تصوير الميزات النموذجية لآسيا الوسطى أو الصين من تلك الموجودة في معظم الفرس. تكون الإضاءة متساوية دون وجود ظلال أو ما يُعرف بالجلاء والقتمة. تظهر الجدران والأسطح الأخرى إما بشكل أمامي أو مثلما تظهر في (للعيون الحديثة) بزاوية تصل لنحو 45 درجة، وغالبًا ما تعطي المشاهد الحديث انطباعًا غير مقصود بأن المبنى (على سبيل المثال) سداسي في المخطط. غالبًا ما تظهر المباني في مشاهد معقدة للغاية تختلط فيها المشاهد الداخلية من خلال النوافذ «مقاطع» مع المشاهد الخارجية لأجزاء أخرى من الواجهة. استُخدمت الأزياء والهندسة المعمارية التي تنتمي لتلك الفترة.
تُصور العديد من الشخصيات غالبًا بحيث تُعرض تلك الموجودة في المشهد الرئيسي بنفس الحجم، ويُشار إلى الإحجام (العمق في فضاء الصورة) عن طريق شخصيات أبعد تُوضع في الأعلى من المساحة. قد تكون الشخصيات الأكثر أهمية أكبر حجمًا من تلك المحيطة بها إلى حد ما، ويمكن لمشاهد المعارك أن تكون مزدحمة بالفعل. تحصل خليفة الصورة على اهتمام كبير سواء باحتوائها على المناظر الطبيعية أو على المباني والتفاصيل والنضارة التي تظهر من خلال النباتات والحيوانات وأقمشة الخيام أو الستائر أو السجاد أو زخرفة البلاطات والتي تُعتبر جميعها واحدة من عوامل الجذب الرائعة في الشكل. تُعرض ألبسة الشخصيات بشكل متساو من العناية الكبيرة، على الرغم من أن الفنانين غالبًا ما كانوا يتجنبون تصوير القماش المنقوش الذي كان يرتديه الكثيرون. تُعرض الحيوانات وخاصة الخيول التي تظهر غالبًا بشكل جانبي، حتى قصص الحب التي تشكل جزءًا كبيرًا من المواد الكلاسيكية الموضحة تجري إلى حد كبير في السرج طالما أن القصة تتعلق بالأمير البطل. غالبًا ما تكون المناظر الطبيعية مناظر جبلية (نادرًا ما تظهر السهول التي تشكل جزءًا كبيرًا من بلاد فارس)، ويُشار إليها من خلال أفق متموج ونتوءات صخرية عارية وتغطي السحب المنطقة الصغيرة من السماء التي تُترك فوق المناظر الطبيعية ويجري تصويرها من خلال التقاليد المُستمدة من الفن الصيني. يُعرض المشهد من نقطة تقع على بعد أمتار في الهواء، حتى عندما يكون المشهد مأخوذًا من داخل القصر.
ظهرت أولى المنمنمات بدون إطار أفقي عبر الصفحة في وسط النص، متبعة بذلك السوابق البيزنطية والعربية، لكن التنسيق الرأسي قد أُدخل في القرن الرابع عشر وربما كان ذلك بسبب التأثر بلوحات المخطوطات الصينية. تُستخدم هذه التقنية في جميع المخطوطات الفاخرة للبلاط والتي تشكل أشهر المخطوطات الفارسية، إضافة إلى أن الشكل العمودي يُملي العديد من خصائص الأسلوب.
عادة ما تشغل المنمنمات صفحة كاملة، ثم تنتشر أحيانًا على صفحتين لاستعادة التنسيق المربع أو الأفقي. غالبًا ما تكون هناك لوحات من النص أو التسميات التوضيحية داخل منطقة الصورة والتي توضع ضمن إطار من عدة خطوط مسطرة مع شريط أوسع من الذهب أو اللون. غالبًا ما يجري تزيين بقية الصفحة بتصميمات كثيفة للنباتات أو الحيوانات في رسم زخرفي مجسم وصامت، غالبًا ما يكون باللون الذهبي أو البني، ولا تحوي صفحات النص الخالية من المنمنمات على مثل هذه الحدود. تبدأ عناصر المنمنمة في التوسع خارج الإطار في المخطوطات اللاحقة والتي قد تختفي في جانب واحد من الصورة أو يجري حذفها تمامًا.

## صور

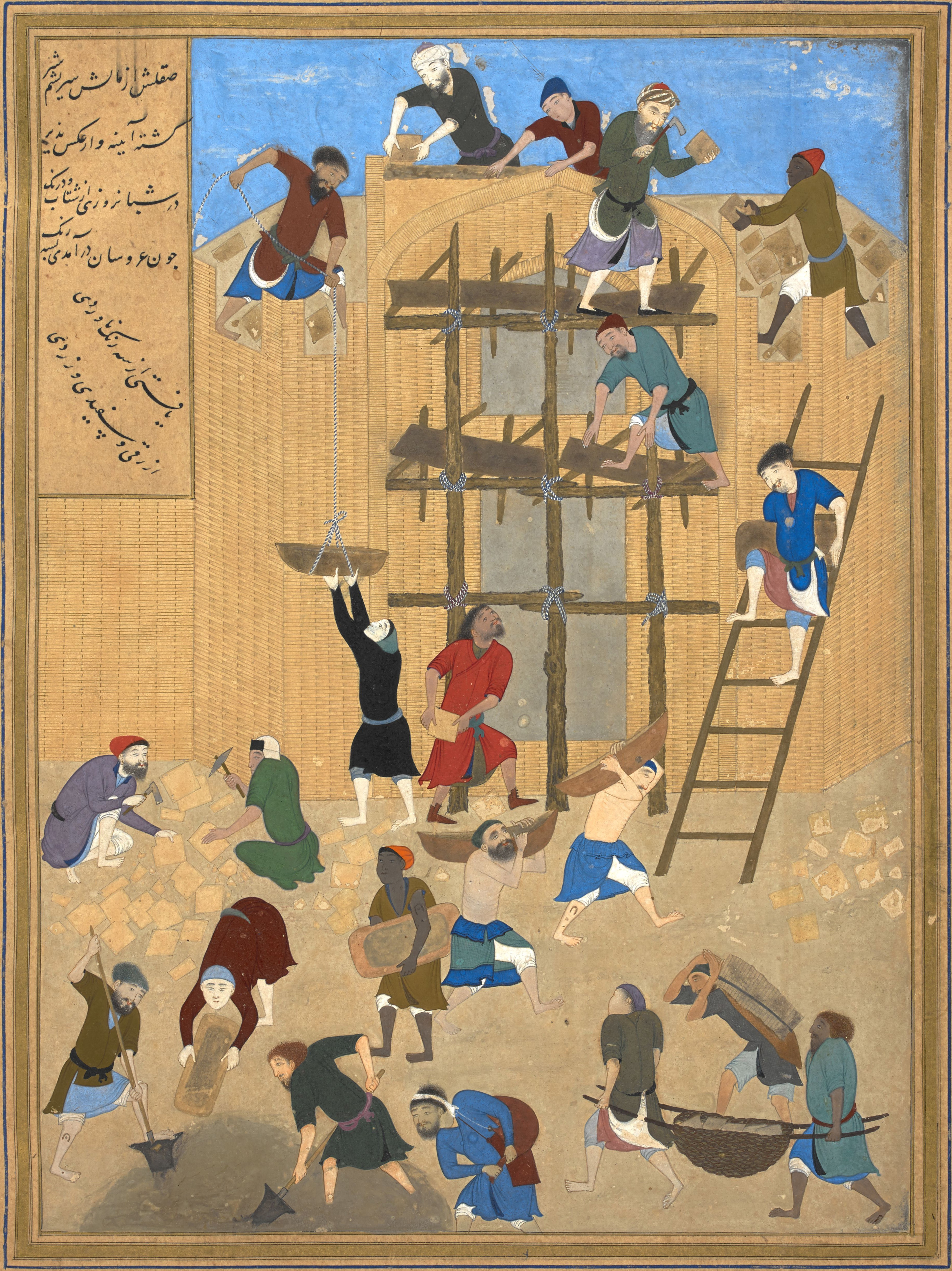
بناء حصن خفرناك.
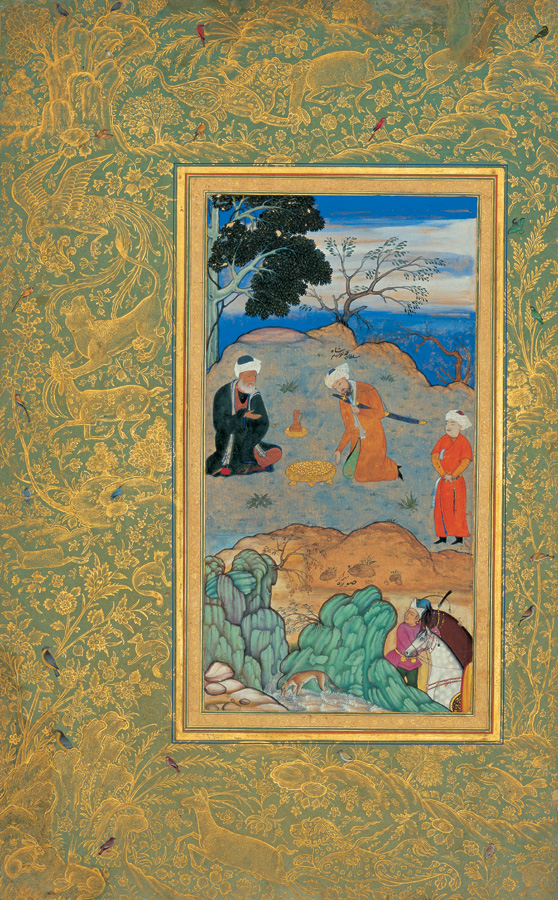
صورة من النصف الأول للقرن السادس عشر.
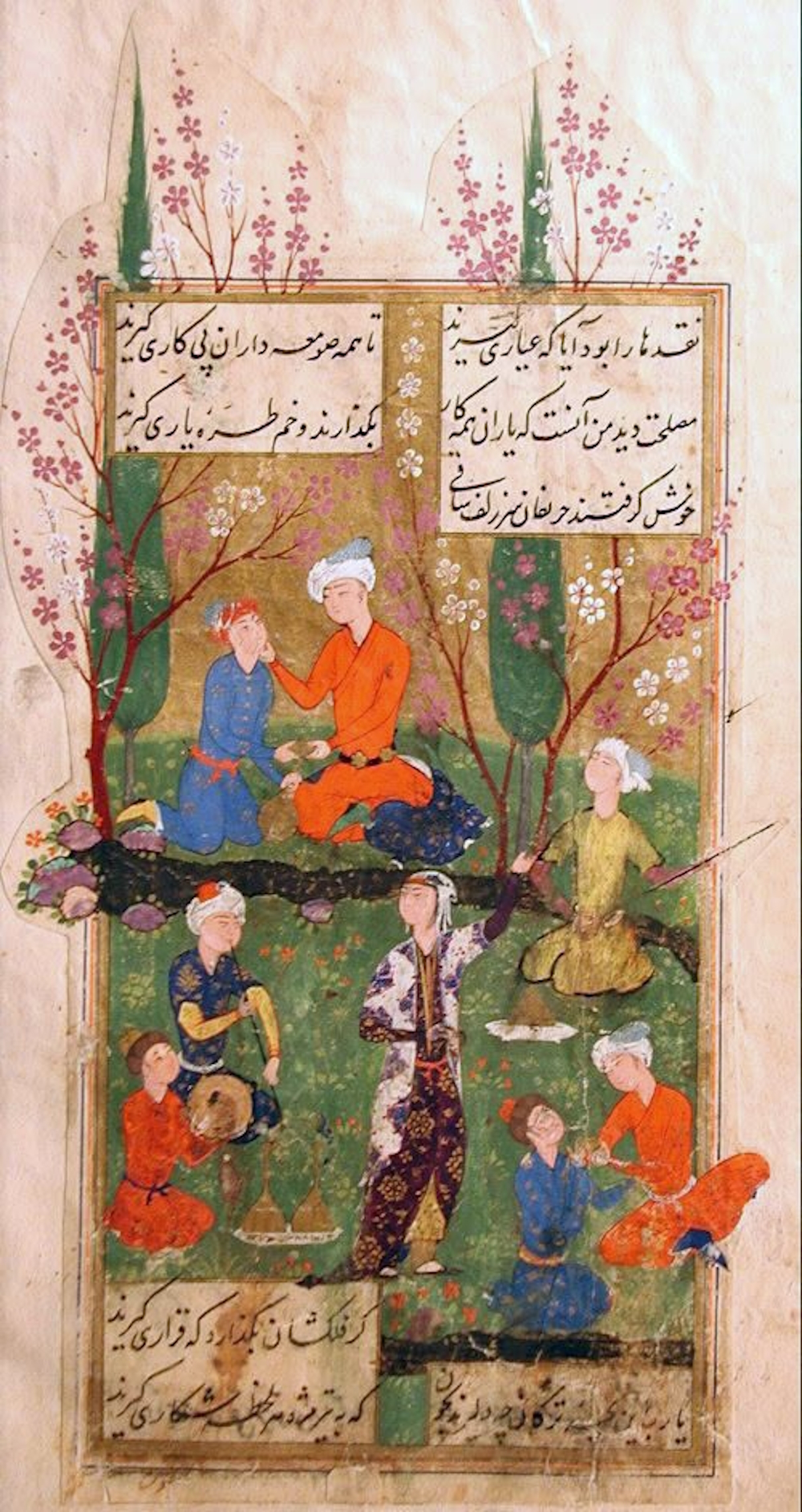
شعر وحدائق، عنصران مميزان
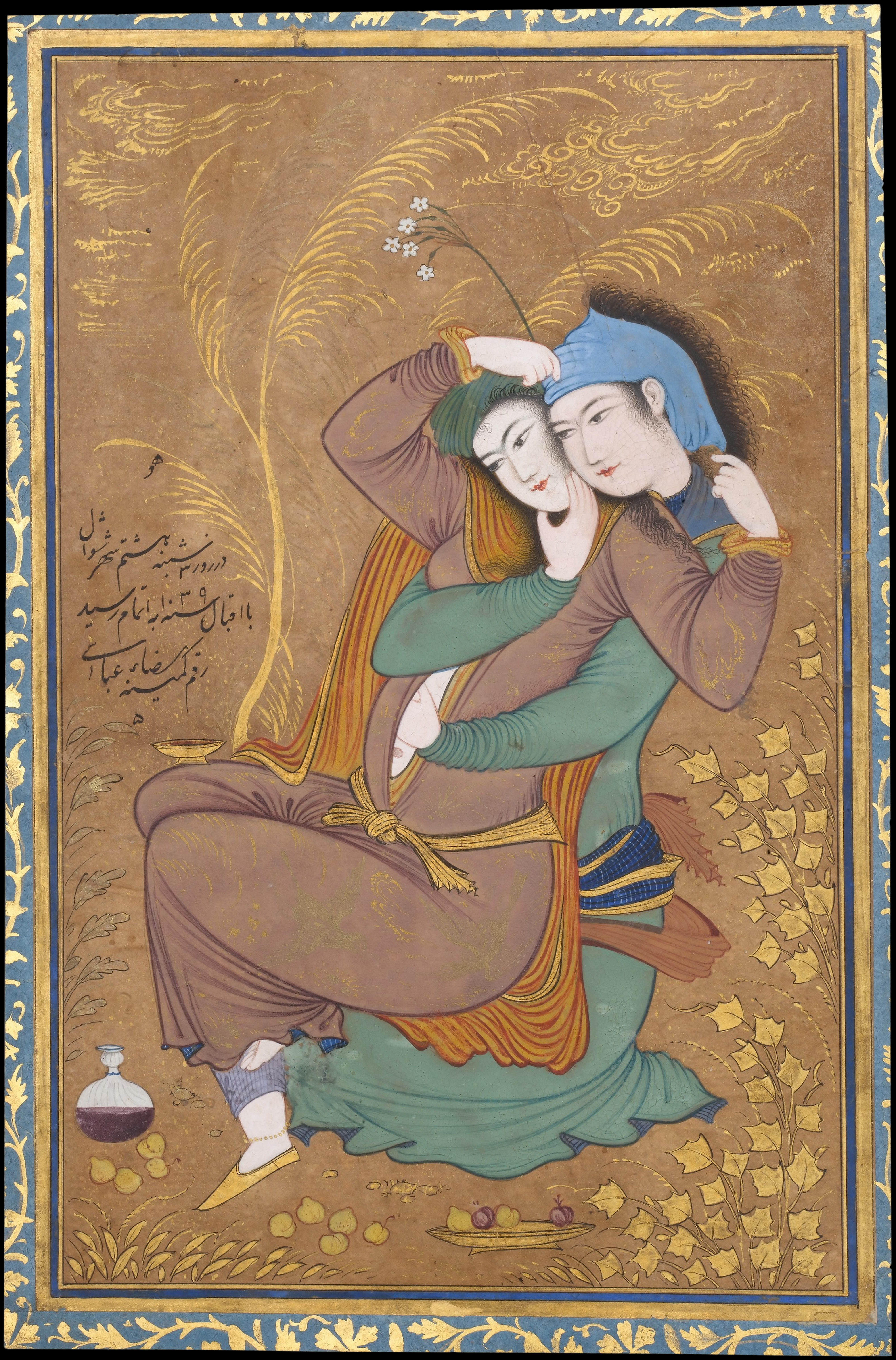
عاشقان، رسمت بواسطة رضا عباسي عام 1630
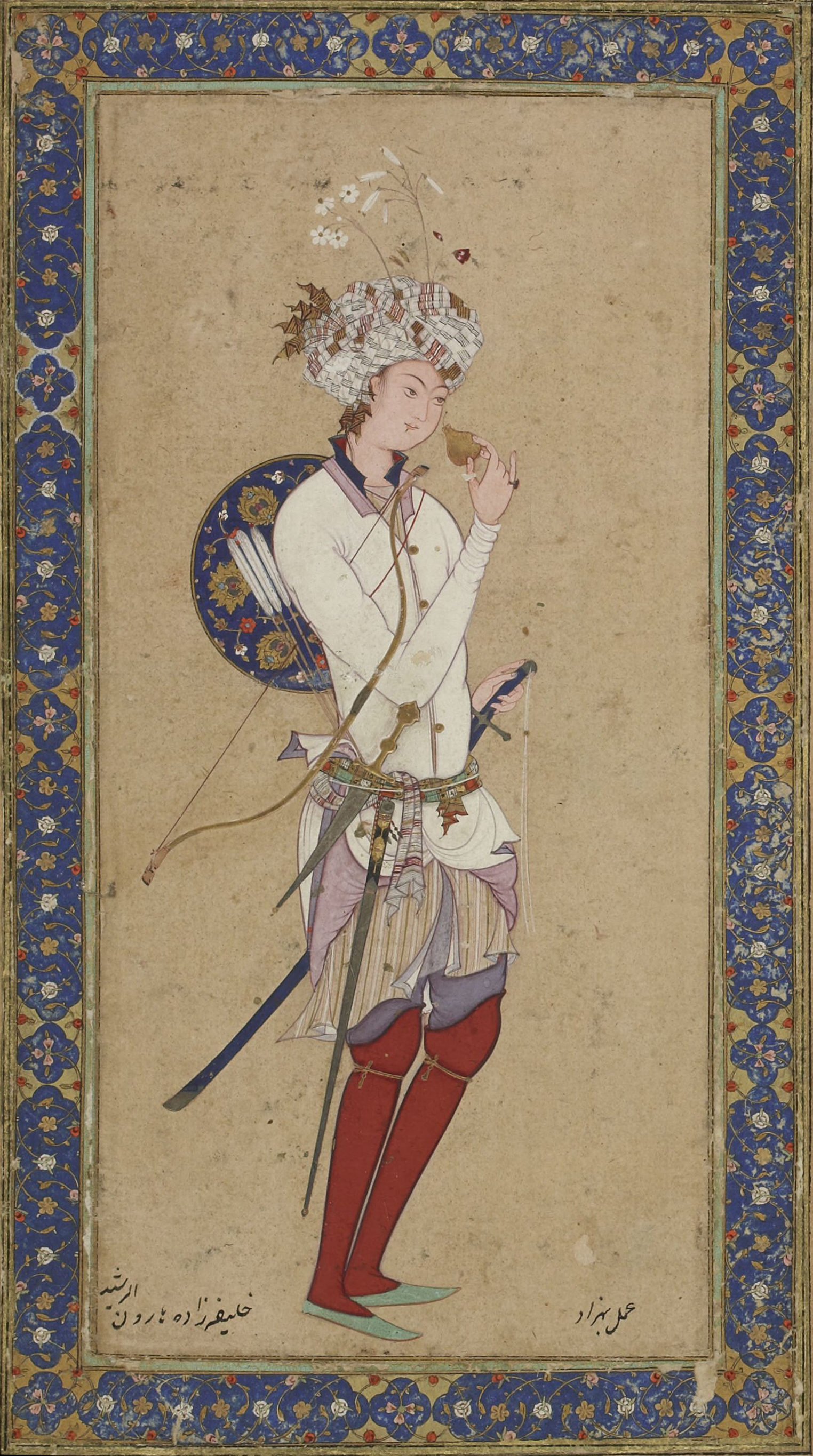
منمنمة لهارون الرشيد في ألف ليلة وليلة
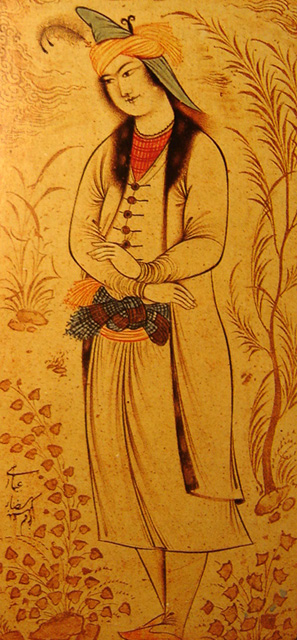
الأمير محمد بيك أمير دولة جورجيا رسمت بواسطة رضا عباسي عام 1620
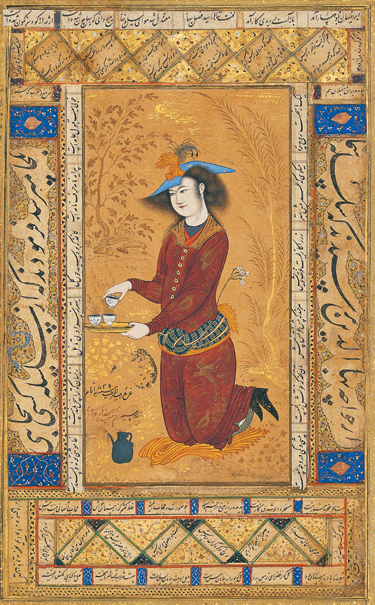
ساقي في قصر كولستان في أصفهان، إيران
لوحة من قصر هشت بهشت أو قصر الثمانية جنانلوحة من قصر هشت بهشت أو قصر الثمانية جنان
لوحة في فندق شاه عباس في أصفهان.لوحة في فندق شاه عباس في أصفهان.

## وصلات خارجية
- متحف رضا عباسي في إيران
- أوستيد جلال، فنان منمنمات في إيران
- معرض فنون